# Telma Pinheiro
Telma Pinheiro Ribeiro (São Luís, 12 de março de 1952), é uma professora, engenheira e política brasileira. Filiada ao PSDB, foi deputada federal pelo estado do Maranhão, deputada estadual e vereadora de São Luís. Exerceu os cargos de secretária das Cidades e Infraestrutura do Maranhão entre 2007 e 2009, durante o mandato de Jackson Lago como governador. Roseana Sarney tomou posse em 17 de abril de 2009 e nomeou Max Barros como secretário de Infraestrutura, separando a secretaria das Cidades com a de Infraestrutura. Casada com Miguel Costa Ribeiro, é mãe de três filhos.[carece de fontes?]

## Carreira política
Começou a carreira política em 1992 ao ser eleita vereadora de São Luís.
Foi eleita deputada estadual em 1998, sendo reeleita em 2002. Candidatou-se a deputada federal em 2006 e 2010, alcançando a primeira suplência. Nomeada secretária de Infraestrutura do Maranhão em 2007, permaneceu até 17 de abril de 2009, quando foi substituída por Max Barros. 
Sua última eleição foi em 2014, quando candidatou-se a deputada estadual. Obteve 6.116 votos, sem lograr êxito. Efetivou-se deputada federal com a eleição de Carlos Brandão como vice-governador do Maranhão. 